# Política del Perú
La política de la República del Perú se desarrolla en el marco de una república democrática representativa, unitaria y semipresidencialista, en la que el o la presidente del Perú es a la vez jefe de Estado y jefe de Gobierno, y de un sistema multipartidista pluriforme. El poder ejecutivo es ejercido por el presidente o la presidenta y el Gobierno; el poder legislativo corresponde al Gobierno y al Congreso, y el poder judicial es independiente del ejecutivo y del legislativo. 

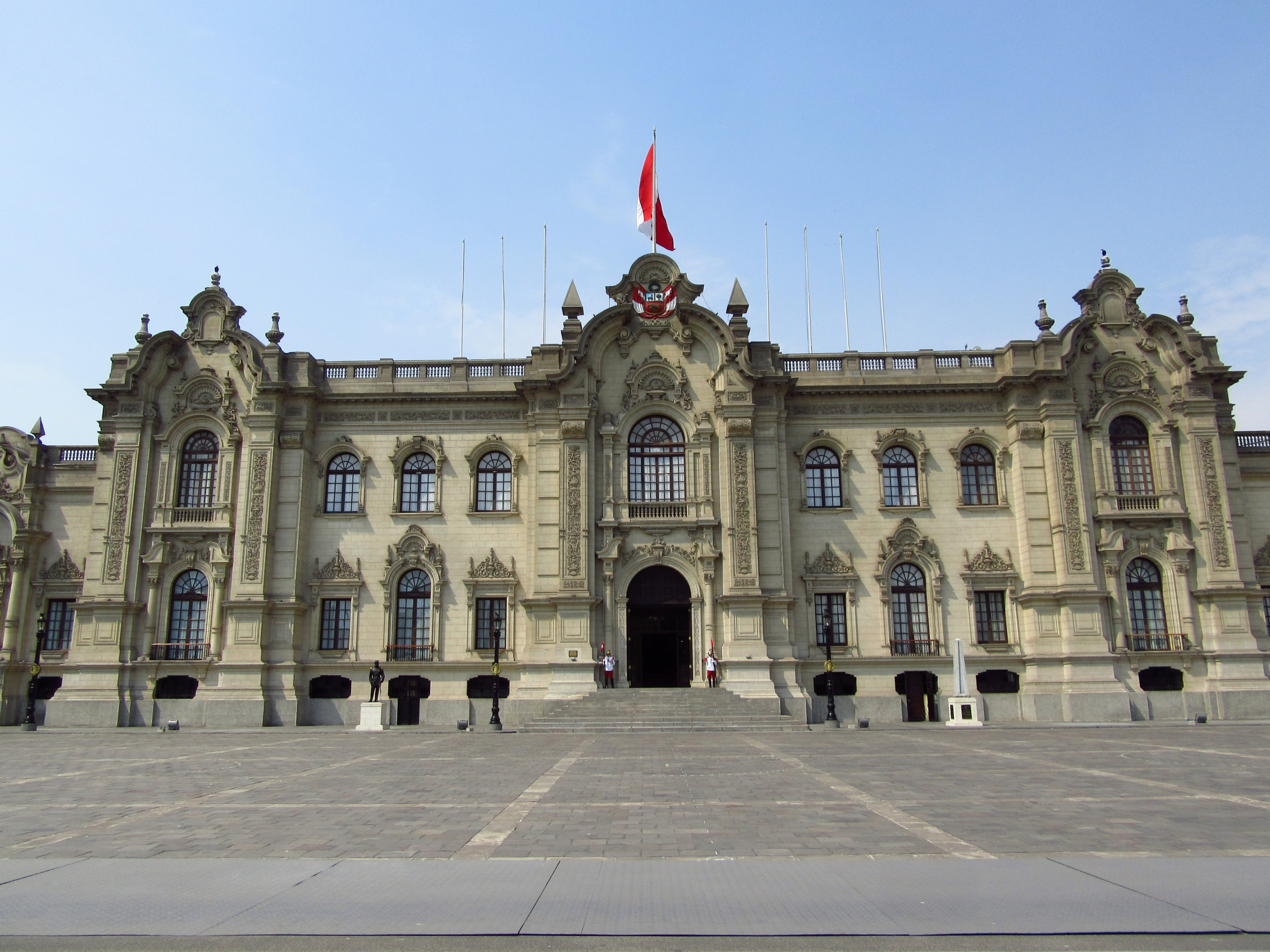
Palacio de Gobierno del Perú, residencia oficial de el presidente o la presidenta y símbolo del poder ejecutivo
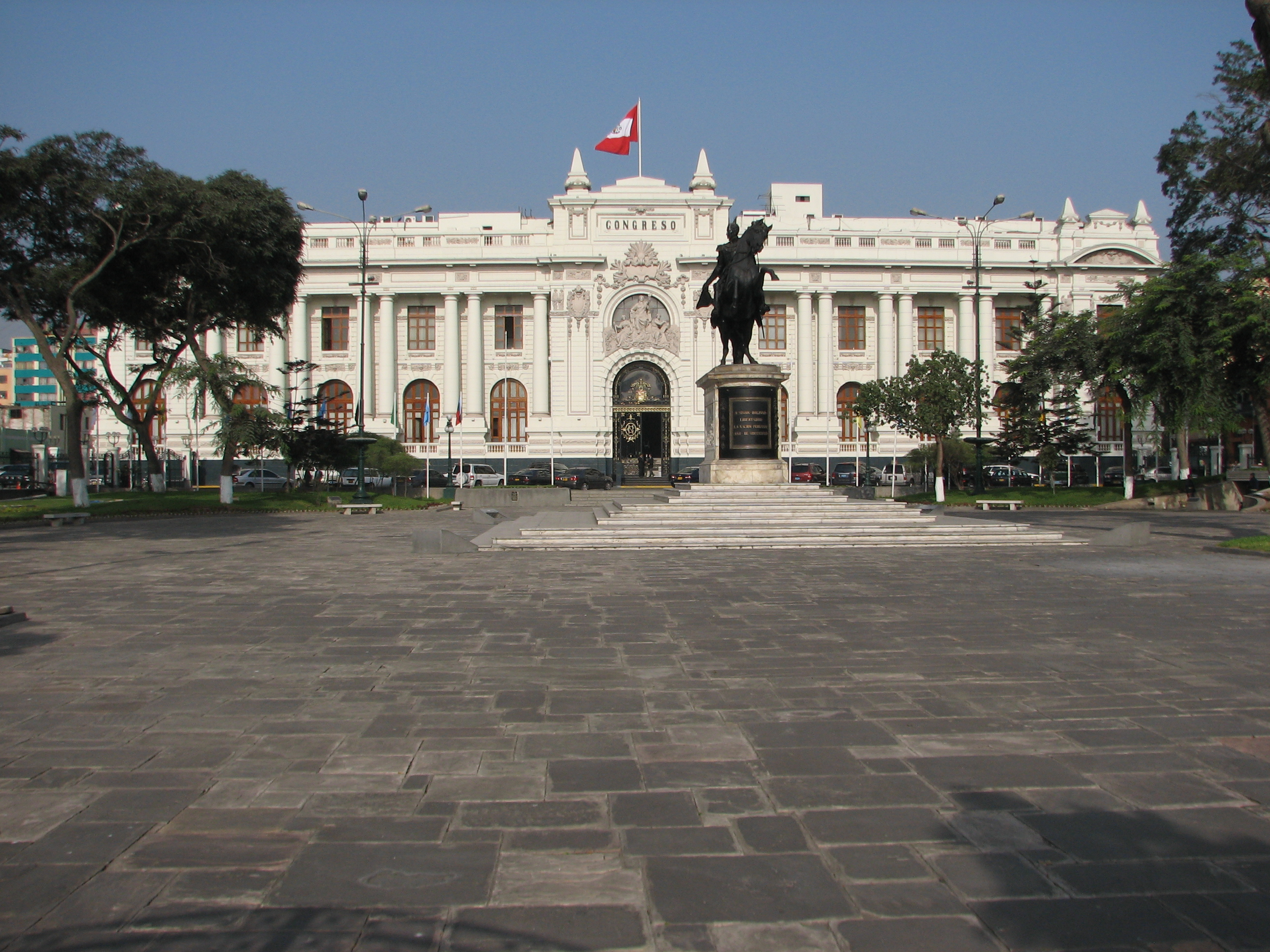
Palacio Legislativo, sede del Congreso y símbolo del poder legislativo
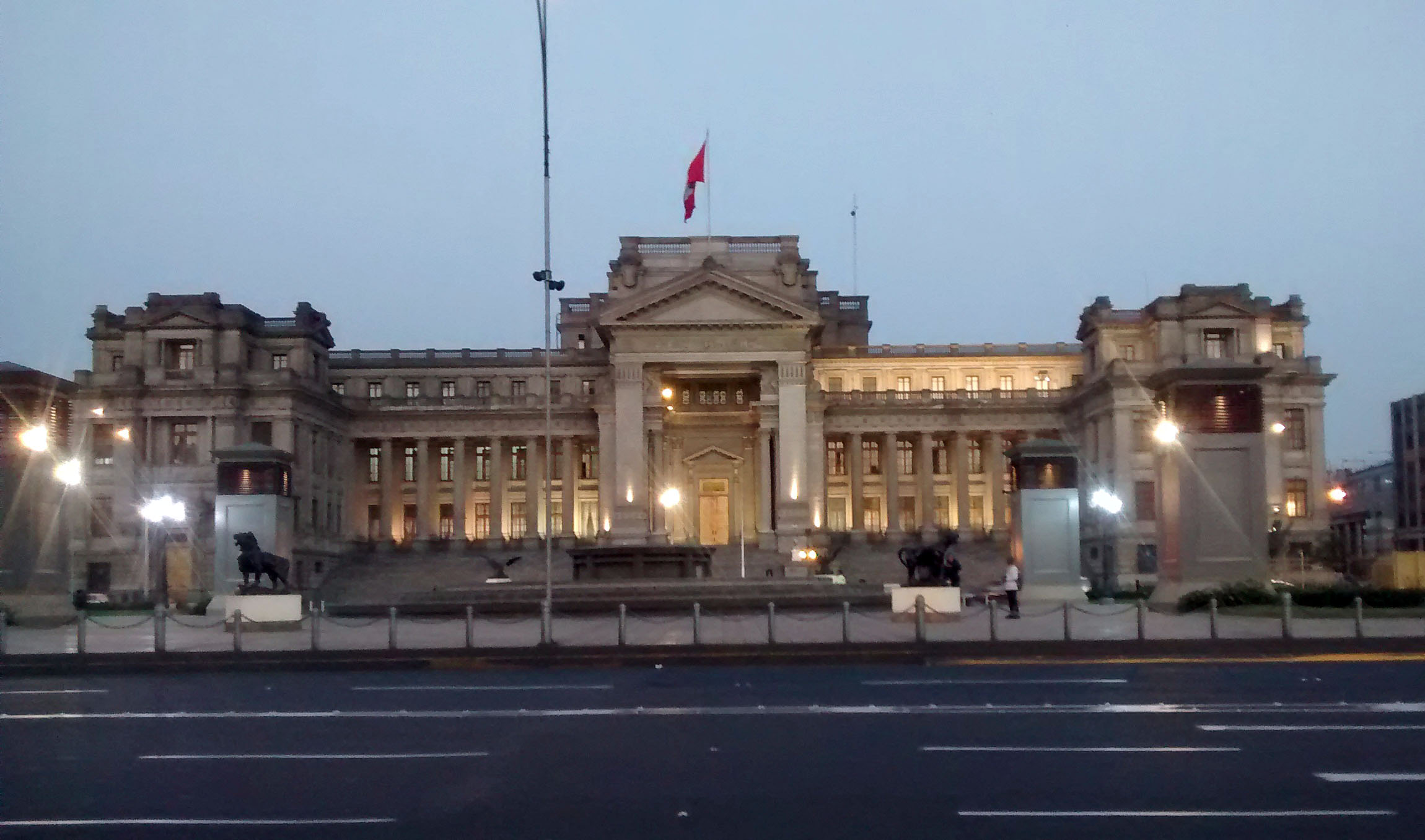
Palacio de Justicia de Lima, sede de la Corte Suprema y símbolo del poder judicial

A lo largo de la historia republicana peruana, han surgido posiciones dualistas que han influido en su escena política. Estas han oscilado entre monárquicos y absolutistas (siglo XIX), liberales y conservadores (principios del siglo XX), neoliberales y maoístas (década de los ochenta) y fujimoristas y antifujimoristas (siglo XXI).
Los partidos políticos, tradicionalmente débiles, vieron cómo su apoyo se desplomaba aún más en Perú desde el año 2000, allanando el camino para el auge de los liderazgos personalistas. Los partidos políticos en el Congreso de Perú son, según la politóloga Lucía Dammert, «aglomeraciones de intereses individuales y de grupo más que partidos sólidos y representativos». A partir de 2022, la Unidad de Inteligencia The Economist califica a Perú de «régimen híbrido».
El historiador Antonio Zapata describe Perú como un «país de derechas»; el único gobierno de izquierdas de la historia contemporánea hasta la elección de Pedro Castillo en 2021 fue el de Juan Velasco Alvarado (1968-1975), autor de una reforma agraria y de la nacionalización de sectores estratégicos. Perú es también una de las naciones con mayor presencia de conservadurismo social de América Latina.
Desde la implementación del neoliberalismo a finales del siglo XX y el surgimiento del centralismo, la tendencia predominante en los principales medios de comunicación y partidos políticos es estar a favor del liberalismo económico. Los opositores al statu quo neoliberal o los participantes de la izquierda política, en particular de regiones andinas, suelen enfrentar campañas de deslegitimación conocidas como «terruqueos», en el que se asocia a individuos o grupos con terroristas involucrados en el conflicto armado interno peruano.

## Desarrollo histórico
La configuración política de Perú tiene sus raíces en los movimientos independentistas y en los posteriores gobiernos militares instaurados tras la independencia nacional. Durante el periodo comprendido entre 1821 y 1895, el poder residió principalmente en manos militares, lo que limitó el desarrollo de partidos políticos modernos. En 1822 se convocó el primer congreso constituyente, integrado por 73 diputados electos, encabezado por Simón Bolívar. Al año siguiente, se promulgó una Constitución que establecía un gobierno democrático y la división de poderes.
Aquel proceso democrático tuvo corta duración debido a la renuncia de Bolívar. En su lugar, José de la Riva-Agüero asumió la presidencia, abanderando una corriente conservadora que enfatizaba el tradicionalismo y el intelecto, distanciándose de la orientación militar previa. A lo largo del siglo XIX, se desarrollaron nuevas constituciones, cada una con una vida efímera debido a las guerras civiles, entre las que destacó el conflicto entre conservadores y liberales de mediados de siglo, así como el anhelo nacionalista de anexionarse Bolivia.
La soberanía nacional se mantuvo a través de los objetivos de preservar el orden social y dirimir los conflictos políticos entre los intereses de la elite. La oligarquía limeña, denominación adoptada desde la década de 1870, intentó remodelar la nación en consonancia con sus ideologías y alianzas políticas. Este grupo, en el que 24 miembros se hallaban entre los 100 individuos más acaudalados de la época, ostentó el poder durante un periodo más prolongado que cualquier otra oligarquía en América Latina, desde 1895 hasta mediados del siglo XX. En los gobiernos caudillistas de la República Aristocrática (anteriores al ascenso de Augusto Leguía), considerados un período de elecciones populares, el Partido Civil, identificado con la ideología de derecha liberal (representada por el presidente Manuel Prado), fue uno de los primeros partidos estables y representativos de la época.
A principios del siglo XX, las tasas de alfabetización en Perú eran muy bajas (menos del 2 %). El reconocimiento de la población indígena no se produjo hasta la Constitución de 1920, que los reconoció y oficializó mediante posteriores decretos como el Patronato de la Raza Indígena en 1922. En la década de 1930 surgió el populismo y, en la siguiente, los primeros grupos de emigrantes de otras regiones se dirigieron a Lima.
La Constitución de 1920 estableció, entre otros hitos, los Congresos Regionales para el Poder Legislativo con el fin de fomentar la participación de las zonas rurales.  Sin embargo, la participación rural encontró resistencia en el gobierno debido a las denuncias de vulneración de derechos. Esta insatisfacción jugaría un papel crucial en años siguientes, cuando el concepto de «pueblo» se empleó como una forma de oponerse a la oligarquía. Según Gonzalo Portocarrero, los criollos y los mestizos eran más aceptados por la élite republicana que los indígenas.
En Perú el poder político se concentró en la élite limeña. El historiador Jorge Basadre acuñó el término «Perú profundo» para visibilizar a las personas del pueblo que viven más allá del «Perú legal». El término engloba al campesino, especialmente al serrano, y fue replicado por el presidente Fernando Belaúnde. Una investigación del gobierno de los Estados Unidos (1992) indicó que los departamentos no limeños establecieron sus propias élites.
Según la revista Debate, el comportamiento electoral en Perú tiene una preferencia por candidatos con características distintivas, tanto de derecha como de izquierda.

### Surgimiento del partido aprista y crisis de oligarquía
El socialismo andino se implantó en la década de 1920. Según la revista Historia Agraria de América Latina, en Perú se gestó uno de los proyectos socialistas más radicales del mundo. Previamente, en 1885, surgió la idea de un movimiento denominado «Inca Socialista», que podría haber estado compuesto por 30 000 campesinos indígenas. Este movimiento se consideraba más avanzado que los modelos revolucionarios de los pensadores europeos más radicales y generaba temores entre las clases dominantes, que veían en él un eco de la conquista del Imperio incaico.
En 1924, desde la Ciudad de México, los líderes de la reforma universitaria en Perú que habían sido forzados al exilio por el gobierno fundaron la Alianza Popular Revolucionaria Americana, que tuvo una gran influencia en la vida política del país. El APRA, que no tuvo una postura definida hacia la oligarquía o la clase trabajadora, es en gran medida una expresión política de la reforma universitaria y de las luchas obreras de los años 1918-1920. El movimiento toma sus influencias de la revolución mexicana y su Constitución de 1917, particularmente en temas de agrarismo e indigenismo, y en menor medida de la revolución rusa. Cercano al marxismo (su líder, Haya de la Torre, declaró que «el APRA es la interpretación marxista de la realidad americana»), sin embargo, se aleja de él en la cuestión de la lucha de clases y la importancia que se le da a la lucha por la unidad política de América Latina.
En 1928 se fundó el Partido Socialista Peruano, en particular bajo la dirección de José Carlos Mariátegui, exmiembro del APRA, quien intentó retratar la situación real del país con sus Siete ensayos. Poco después, en 1929, el partido creó la Confederación General de Trabajadores del Perú. Sin embargo, en los años 1930, el PSP sufre una renovación con el futuro Partido Comunista Peruano. Además, el APRA se enfrentó con autoridades de la etapa militar («segundo militarismo») tras la crisis economía internacional ocurrida al terminar el gobierno de Augusto Leguía; como resultado, los apristas fueron vetados hasta 1945, cuya prohibición se evidenció con las elecciones de 1936, mientras que las Fuerzas Armadas gobernaron varios años (en que se conoce como el «tercer militarismo»). Luego de la vuelta de la democracia en los años 1940, en 1950 el gobierno permaneció liberal.
Perú atravesó una etapa de estancamiento gubernamental que se denominó «crisis de oligarquía» (1930-1968). Ya en 1968, se marcó un hito en la izquierda, que era entonces una fuerza electoral marginada, cuando entró en el gobierno el militar Velasco Alvarado, que incluso abrió la puerta a la nueva constitución de 1979. Aquello supuso el fin de la oligarquía en su estado original, en el que la falta de interés del Estado y de los medios de comunicación entre este y las poblaciones aledañas, y el descontento de estas, sería aprovechado por grupos extremistas. Además de las reformas agrícolas del gobierno como propuestas para el sector rural, recibieron el apoyo de casi todos los movimientos de la izquierda como el SUTEP, pero no de partidos radicales como el Movimiento de Izquierda Revolucionaria y la Vanguardia Revolucionaria. En 1975 Velasco abandonó el poder y, a pesar de las intenciones de Morales Bermúdez de continuar el legado autócrata, el APRA fue uno de los favoritos para gobernar de nuevo en democracia; cuyo líder Alan García Pérez gobernó en la década de 1980, denominada también la década perdida.
A pesar de que Alfonso Barrantes puso en marcha aquel espectro democrático con su llegada en 1983, en un esfuerzo por representar las regiones aledañas de Lima, según el historiador Antonio Zapata, la presencia de la izquierda perdió prestigio en esa década emergente debido a la mala imagen vinculada con la etapa del terrorismo. Esto coincide con ideas más radicales del PCP, como Sendero Luminoso, grupo protagónico de los últimos años del siglo en acercarse al concepto de la ultraizquierda, que su sucesor y candidato a partido político Movadef aprovechó incursionarse en las elecciones. La etapa de crisis representativa posterior a Velasco fue plasmada en el controvertido informe final de la Comisión de la Verdad y Reconciliación (2001-2003), responsable de investigar el denominado conflicto armado interno, cuando denotó una insuficiencia en el desarrollo político peruano exclusivo para grupos de poder.

### Gobierno de Fujimori y situación de los espectros políticos
En la década de 1990, el país pasó a un nuevo gobierno en el que Alberto Fujimori promulgó una nueva constitución (1993) para hacer frente a la crisis de la década perdida. Las medidas planificadas recibieron críticas por parte de su histórico rival, Mario Vargas Llosa, quien fue muy popular entre la clase alta de Lima en la primera vuelta de las elecciones de 1990. Este hecho fue objeto de controversia, debido a la adopción de medidas autoritarias, como el mensaje a la Nación que dio inicio al autogolpe de 1992, además de la nueva constitución, elegida con un mínimo margen por el denominado Congreso Constituyente Democrático.
El gobierno de Fujimori supuso el fin de la presencia de la izquierda inspirada en Velasco Alvarado como participante principal de la política. La izquierda apenas ganó representación en Cusco y Puno en las elecciones constituyentes de 1992 y las organizaciones que la sustentaban se debilitaron. También fue la primera vez que un presidente no blanco fue elegido por mayoría de votos antes de recurrir a los golpes de Estado, una estrategia que se había utilizado en el pasado.
El llamado fujimorismo se asentó en las clases populares debido a su afinidad con las necesidades básicas. Es ahí donde, marcado por la elección de líderes outsiders (no mediáticos), se produjo el colapso del sistema de partidos políticos. Los posteriores gobiernos contaron con una débil oposición, a pesar de la presencia de Alejandro Toledo, uno de los líderes contra el Fujimorato que se convirtió en el primer presidente elegido democráticamente del siglo XXI.
En las zonas rurales, que no habían gozado de políticas de distribución de la riqueza con la capital, adoptaron su propia trayectoria económica, social e ideológica, esta última inspirada en el socialismo para algunos grupos indígenas. Un detalle adicional es que el gobierno de Alejandro Toledo propuso priorizar las políticas a favor del «Perú profundo».  En la macrorregión sur, la mayoría de los electores se mostraron contrarios a los de Lima debido al antifujimorismo: Keiko Fujimori (que postuló tres veces) solo ganó una vez en un departamento del sur, Madre de Dios, en la primera y segunda vuelta de 2011.
Desde la llegada del gobierno de Fujimori, la derecha se ha inspirado en referentes políticos como Vargas Llosa y Hernando de Soto —este último quien cambió el término «liberal» por «popular» en su libro El otro sendero para fácil entendimiento—. Tras la salida de Fujimori, derecha política fue parte del establishment durante casi tres décadas. Debido a diferencias en sus posiciones, esta se bifurcó en elementalmente dos sectores: los económicos y los participativos vinculados con el régimen y sus aliados partidarios. En los siguientes años, la derecha experimentó ligeras variaciones con mandatarios como Alan García y Pedro Pablo Kuczynski.
La izquierda política, con una presencia del 20 % en una encuesta de 2004, estuvo vinculada a figuras prometedoras como Yehude Simon, Javier Diez Canseco y Susana Villarán. Entretanto, otros movimientos regionales de ese espectro empezaron a tomar protagonismo como contraste a los partidos políticos de derecha en gobiernos anteriores y como rechazo a la reciente Constitución de 1993.

### Crisis política 2016-2020 y desde 2021
Entre 2006 y 2020 el parlamento no ayudó a supervisar y corregir la gestión de los presidentes debido a poca solidez de los partidos políticos sobre sus representantes. Alan García (en su segundo gobierno) admitió la debilidad de su oposición, e incluso en el gobierno de Ollanta Humala —que los votantes presumieron romper el gobierno, cuando en 2006 intentó competir con García, mientras que en 2011 alcanzó enfocar su espectro político hacia la posición izquierda— no generó una rivalidad estable entre la derecha política y ajenos a ella, entre sus motivos por la precaria institucionalidad electoral y su volatilidad electoral en los siguientes años. Esto conllevó una crisis política entre 2016 y 2020 y una diferenciada bancada oficialista y opositora en el congreso.
En 2021 y con la llegada del candidato socialista de izquierda política Pedro Castillo al entorno político, la crisis se consolidó con una polarizada riña política entre los bandos de Keiko Fujimori (quien mantiene vigente el legado de su padre) y Castillo (apoyado por el «Perú profundo»). Si bien Vargas Llosa animó a elegir a la hija del exmandatario por ser el «mal menor», en relación con la mala imagen que trajo los movimientos en su contra, y un eventual cambio de posición de liberal a conservadora; en ese entonces, ambos bandos criticaron entre sí, cuya organización legislativa es la más dispersada de su historia. La participación de sus simpatizantes incluyen estrategias como protestas y calificativos por los sectores más aferrados, que destacan palabras populares «caviar» (adoptado por Aldo Mariátegui para un sector de la izquierda y movimientos progresistas), «terruqueo», «derecha bruta y achorada» (adaptado por Juan Carlos Tafur para la derecha populista) y «viejo lesbiano» (recurrido por jóvenes a los políticos tradicionales). Esta polaridad se mantuvo vigente en el gobierno izquierdista de Castillo (cuyos electores fueron calificados por detractores conservadores de «caviares» y «comunistas») con Fujimori como nuevo símbolo de la oposición, a pesar de llevar los mismos intereses con el fundador del partido oficialista, Perú Libre, Vladimir Cerrón.
Irónicamente, en 2022, Castillo anunció su propia intención de implementar una serie de medidas fuera del marco constitucional, al mismo estilo del autogolpe realizado durante el Fujimorato; César Hildebrandt y Mario Vargas Llosa comparten dicha similitud. Con ese suceso, surgieron enfrentamientos entre el oficialismo y las regiones aledañas que mostraron su apoyo a las medidas políticas. Para ese entonces, entre el 2000 y 2022, existieron tres disoluciones del Congreso y nueve mociones de vacancia como muestra de la rivalidad entre los poderes Legislativo y Ejecutivo. En diciembre de 2023, el medio Infobae señaló que la imagen de la izquierda peruana se vio afectada por la presencia de representantes del espectro en problemas legales.
En enero de 2025, el analista político José Carlos Requena señaló en el diario El Comercio que la izquierda actual está desunida y que, en pocas palabras, cuenta con tres sectores: la izquierda castillista (de Pedro Castillo), la izquierda «moderada» y la izquierda «castrista» (regional). Además, el diario La República y el portal La Encerrona informaron de que los partidos identificados con la izquierda buscaban unificarse, aunque aún quedaba la duda de si se aliaban con el centro.

## República
El Estado Peruano es la organización política que representa al conjunto de sus ciudadanos. Posee una estructura unitaria con separación de poderes. Jurídicamente, adopta la forma de gobierno presidencialista, si bien a lo largo de su historia ha experimentado tensiones en el equilibrio de poderes.
Ejerce los tres Poderes (gobierno nacional): ejecutivo, legislativo y judicial. Junto a esos tres, en que suele existir la presencia del oficialismo y la oposición en alguno de los poderes, la coalición recibe extraoficialmente el nombre Consejo de Estado del Perú. La constitución, además, establece organismos autónomos para labores específicas, en que el Tribunal Constitucional exige su cumplimiento. Para la supervisión de representantes de organismos autónomos, requiere de una Mesa Permanente o Mesa Directiva, formada por congresistas.
Además, el país cuenta con una administración subnacional. Los principales son los gobiernos regionales, bajo su propia Ley Orgánica, en que la población participa en la planificación de obras dentro de su zona y combatir la desigualdad. Esto no significa que lo convierta en federalista, pero sí descentralista, ya que lleva un presupuesto establecido y una serie de competencias para operar con cierta independencia. Luego, están las municipalidades provinciales y distritales, cuya su labor es muy limitada: mantiene la limpieza de las calles, regula funciones ambientales y comerciales y ejecuta obras menores.
Perú como miembro de la Comunidad Andina lleva un ente superior, el Parlamento Andino, cuyos representantes se eligen vía elecciones generales. Sin embargo, se criticó la baja potencia económica al exportarse con otros países dentro de la Comunidad; en tanto, y por su cuenta, suele depender de tratados de libre comercio con otros países para generar ingresos.

### Controversia sobre la forma de gobierno
Existe controversia sobre la distribución de poderes, en que está inclinada el legislativo. El influyente dominicano Listín Diario e investigadores sugieren que en la práctica es semipresidencialista por el control político del Congreso a mediados del siglo XX e inicios del siglo XXI. La influencia del Congreso se evidenció en las crisis políticas de 2016 y 2021, donde su alta volatilidad partidaria impactó significativamente en la gobernabilidad del país.
El especialista Magdiel Gonzales Ojeda indicó que el sistema de gobierno en el Perú es semipresidencialista. Esto se debe a que combina elementos de un sistema presidencial con rasgos parlamentarios, tal como se establece en el artículo 111 de la Constitución Política de 1993. No obstante, cabe resaltar que durante los primeros años de la república peruana se llegó a considerar la implementación de un sistema parlamentarista.
A lo largo de la historia, han surgido casos en los que el sistema de gobierno ha dependido de criterios puntuales. La Constitución de 1933 otorgó al Congreso la facultad de elegir al candidato presidencial si este no obtenía un número determinado de votos. La de 1979 reforzó el poder del Ejecutivo y restringió la promulgación de leyes por parte del Congreso. Finalmente, en 1993 se eliminó la elección presidencial directa y se estableció que el nombramiento del gabinete ministerial requería la aprobación explícita del Parlamento.
Diversos analistas han señalado la existencia de una tendencia del Congreso peruano a injerirse en otras instituciones del Estado durante los últimos años. El periodista Martín Hidalgo de El Comercio, por ejemplo, reveló esta situación en 2024, al mencionar la influencia del Congreso en entidades como el Poder Ejecutivo y la Defensoría del Pueblo.  La publicación The Economist señaló que la presidenta de la República, Dina Boluarte, cedió el control político al Parlamaneto para evitar ser destituida. La congresista Patricia Chirinos confesó que el Congreso controlaba a Boluarte para «ir limitando algunas cosas de su comportamiento y de sus decisiones».
En la misma línea, los analistas políticos Fernando Tuesta y Gino Costa percibieron que, en la práctica, el Congreso ha asumido el papel de primer poder del Estado. Esta perspectiva se ve reforzada por el análisis del politólogo Anthony Medina Rivas, quien en 2024, como miembro del Instituto de Estudios Políticos Andinos, señaló que este sistema híbrido ha generado inestabilidad política y ha sido un factor determinante del fracaso constante. Cuando el Tribunal Constitucional permitió que el Parlamento ejerciera control político, la abogada del Instituto de Defensa Legal, Cruz Silva del Carpio, señaló que ese permiso le daba la potestad de «hacer lo que quiera». No obstante, el propio TC resolvió que los representantes del Poder Judicial son los únicos llamados a decidir si un acto del Parlamento es correcto o afecta a derechos fundamentales.
En la reforma de un congreso bicameral en 2024, Jorge Jáuregui, especialista en temas electorales, advirtió que en este cambio «se acentúa el desequilibrio [de poderes], pues las bancadas que logran mayoría suelen ser las de los partidos a los que se derrotó en las [próximas] elecciones presidenciales».

### Presencia de prefectos
Históricamente, en la administración subnacional contó con prefectos y subprefectos, término predecesor a los municipios «con subordinación gradual» que data de 1824, cuya función es atender las necesidades ejecutivas como el orden y la seguridad pública. Dichos representantes permanecieron durante casi dos siglos y no fueron elegidos democráticamente.
Los cargos de prefectos continuaron hasta el siglo XXI, cuando fueron reemplazados por los gobernadores regionales. Irónicamente, la denominación de prefectos se siguió utilizando para desempeñar un papel menor en el Ejecutivo, como resolver conflictos sociales. Estos están financiados por el Ministerio del Interior. Para Raúl Molina, exjefe del gabinete de asesores de Dina Boluarte, la función de un prefecto es mucho menos clara y útil que en Francia, país del que se inspiró para crear ese cargo.

## Desarrollo de la participación política

### Un gobierno basado en el consentimiento de los gobernados

#### Aceptación del modelo político y ejecutivo
El nivel de apoyo al sistema democrático es más tenue que en otros países (45 % según Latino barómetro 2004). El porcentaje que prefiere un modelo autoritario es también bajo (20 % en el Latino barómetro 2004). Para el 23 % no existe diferencia significativa entre un sistema democrático y uno autoritario. Sin embargo, un 43 % apoyaría un gobierno militar si las cosas se tornaran difíciles. La satisfacción con el desempeño de la democracia se sitúa en 7 % (2004), a pesar de que la economía ha figurado entre las de mayor crecimiento entre la región.
Dado el origen controvertido de la actual constitución, el Congreso Constituyente Democrático, se ha puesto en duda su legitimidad y se ha pedido su reforma. Entre las reformas está la vuelta al sistema bicameral, la renovación por tercios, un mayor aumento en el congreso, la introducción de un umbral político y la disminución de los requisitos legales para votar.
Existe una falta de progreso en reforma política, reducción de la pobreza y la creación de empleos; que contribuyen a la mala imagen de los políticos y las instituciones democráticas, así como de los partidos y el Congreso.

#### Aceptación de las reglas de juego
Las formas como los grupos expresan sus desacuerdos se han ajustado a las reglas democráticas, en que influye la representación de zonas aledañas para atender necesidades más allá de Lima, conocido también como el «Perú profundo». En 2003, la mayoría de las marchas fueron pacíficas, aunque en algunas protestas hubo brotes de violencia. El número, nivel e intensidad de las protestas aumentó progresivamente desde el 2004. Los grupos políticos y sociales regionales realizan protestas masivas y actividades que alteran el orden público, llegando a bloquear carreteras o a ocupar instalaciones gubernamentales. Esto muestra la escasa cultura de legalidad que existe en las áreas más remotas del país. Las acciones subversivas están menos que los que existían en los años ochenta. Entre 2011 y 2022 marcaron más de 600 protestas sociales.
La mayoría de la población peruana considera que el acceso y la distribución del poder político deben ser determinados a través de procesos electorales. No obstante, persisten discrepancias en cuanto a las normas electorales vigentes. Desde su ratificación en 2001, la Carta Democrática Interamericana otorga un marco legal que permite la intervención de organizaciones supranacionales ante situaciones que pongan en peligro el régimen democrático.

#### Comunicación con otros países

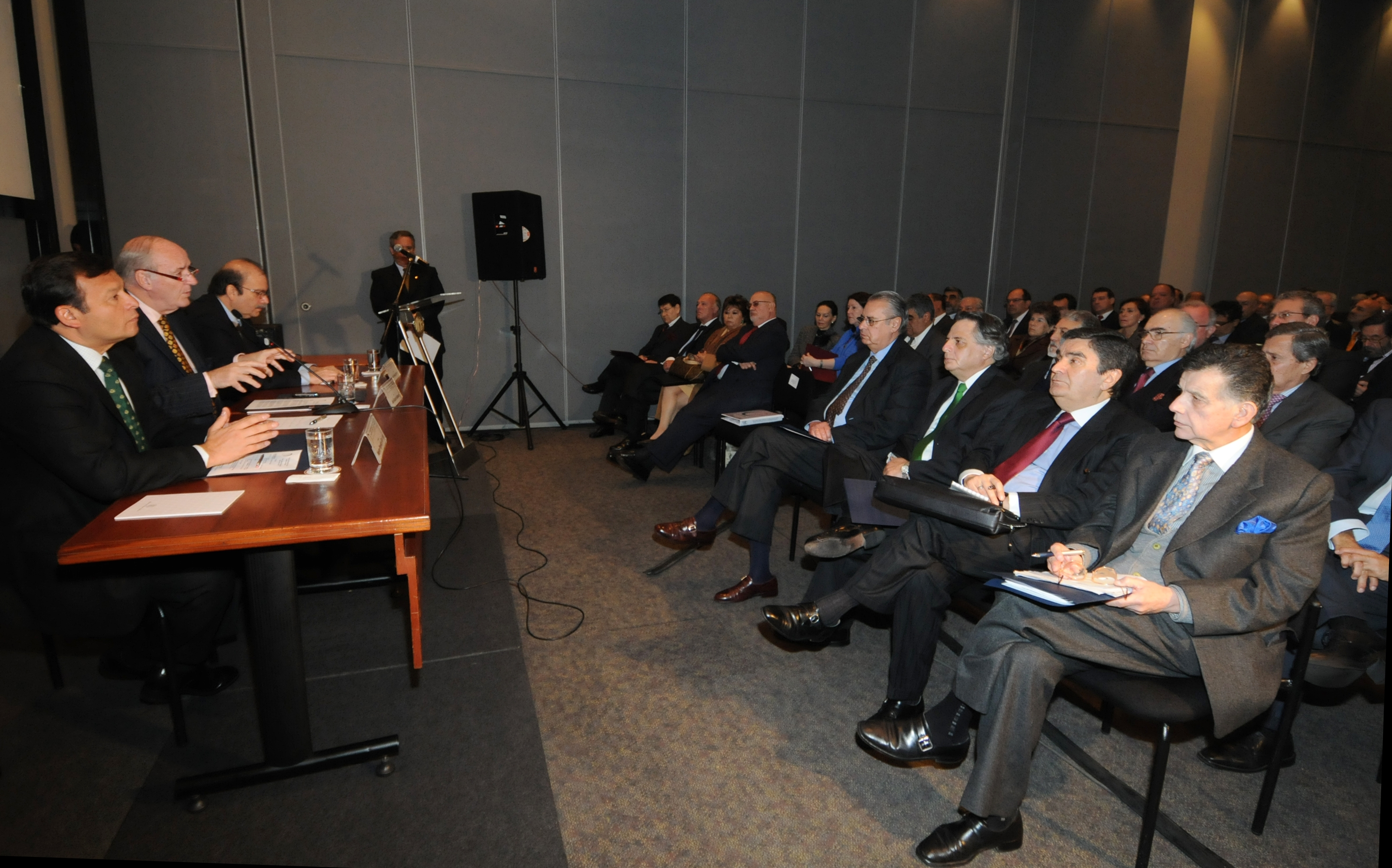
Una reunión de embajadores acreditados en el exterior de 2010.

Perú cuenta con varias misiones diplomáticas para comunicar a sus ciudadanos fuera del territorio nacional. Cada ciudadano cuenta con un pasaporte. Con la política de Alberto Fujimori se implantaron medidas de política exterior como la soberanía, la integridad territorial, la independencia económica, el regionalismo y la solidaridad continental.

### Inclusión e intensidad de la participación política

#### Apertura del proceso electoral
ONPE y JNE, instituciones formadas por el proceso constituyente de 1992, han recobrado rápidamente su credibilidad desde las elecciones de 2001 como órganos juridiccionales. El proceso de 2001 fue justo y los votantes pudieron ejercer su derecho sin la intervención del Estado u otros actores, y los mercados de información de los partidos se mantuvieron libres de las distorsiones de la inyección de dinero del Estado al partido de gobierno.
El voto se considera obligatorio: el no recurrir a votar se paga con una multa de unos $35. Sin embargo, las grandes distancias que deben recorrer la población rural para ir a los centros de votación limitan la igualdad en participación electoral, a pesar de que la ONPE está trabajando en ese problema. La población en edad de votar y empadronada ha sido la más alta de la región.
El Perú cuenta con un sistema eficiente y completo de inscripción electoral ciudadana. El proceso de inscripción electoral es automático pues el registro electoral proviene del RENIEC (Registro Nacional de Identificación y Estado Civil). Esto permite que esté constantemente actualizado y que se excluya a los fallecidos o los que han cambiado de lugar de residencia. A pesar de eso, se estima que el Registro Civil excluye entre 800 000 y 1 000 000 personas (3 a 3.5 % de la población): lo más probable es que los pobres del campo y los indígenas constituyan una alta proporción de quienes no tienen DNI (Documento Nacional de Identificación) por la lejanía, el costo y la falta de partidas de nacimiento. A pesar de eso, se considera que el sistema de inscripción electoral es bastante completo y preciso, y no genera desigualdades en materias de población electoral.
Desde la transición a la democracia en 1980, no ha existido obstáculos significativos para la creación y preservación de los partidos políticos. Con el fin de inscribirse, un partido debe obtener un número de firmas equivalentes al 1 % del total de votos depositados en las últimas elecciones. Para conservar esa inscripción, se ha solicitado a los partidos que mantengan al menos un escaño en el Congreso, cosa que los partidos han logrado mediante la configuración de alianzas. Perú cuenta con distritos electorales múltiples, siendo Lima el más grande (35 diputados elegidos en Lima). Los pocos requisitos para inscribir partidos, y los votos requeridos para obtener un escaño en el Congreso han contribuido a la volatilidad y la fragmentación del sistema partidista peruano. La volatilidad ha limitado los incentivos para forjar coaliciones intrapartidista, y han acentuado la importancia de las personalidades individuales. La fragmentación también se ha originado por factores no institucionales, como la incapacidad de los partidos tradicionales de gobernar de manera efectiva desde los ochenta, y la falta de progreso en cuanto a mejorar la calidad de vida y reducir la pobreza, y la retórica y acciones del gobierno fujimorista contra los partidos. En 2001, el índico efectivo de partidos en el congreso fue de 4,5 colocándose entre los seis primeros países de la región alta fragmentación en el sistema de partidos.
La ley de partidos apunta a promover un menor número de colectividades con cobertura nacional mediante la imposición de requerimientos adicionales de inscripción. Aparte de obtener las firmas equivalentes al 1 % obtenidos en las últimas elecciones, debe acreditar comités con un mínimo de 50 miembros en por lo menos dos tercios de los departamentos (17) y en un tercio de las provincias (65), que sería como movilizar 3 200 ciudadanos. Esto se aplica únicamente a la inscripción inicial de un partido. Dado que la ley no ha sido muy efectiva en sus propósitos, algunos observadores han cuestionado si JNE está verificando plenamente el cumplimiento de la ley en cuanto número de firmas necesarios y la formación de comités provinciales.
La membresía en los partidos políticos es muy baja en el país, así como hay una falta de representatividad geográfica. APRA ha sido tradicionalmente el partido que ha exhibido la organización más fuerte, pese a esto, la participación de la ciudadanía en decisiones trascendentales tales como la elección de los candidatos, dirigentes, y la plataforma política en todos los partidos es muy limitada. La falta de apertura y representatividad ha contribuido a la falta de confianza de la población. La tendencia centrista de los partidos provoca el descuido de las necesidades que están fuera del área de la región metropolitana. Esto ha originado movimientos políticos independientes en el ámbito subnacional.
Para algunos analistas, la opción de votar entre dos individuos en lista de su partido (voto preferente) y así influir sobre cuál de las listas de candidatos termina logrando el poder, es una manera de que los ciudadanos contrarresten la falta de apertura de las colectividades. Sin embargo, ha tenido un efecto negativo pues promueve la competición interna y la falta de unidad, lo cual ha debilitado a los partidos y favorecido a los candidatos con más recursos o aquellos conectados con grupos de interés financieramente fuertes (el establishment). Esto es acentuado pues los partidos por lo general no suministran fondos a sus candidatos, sino que los reciben de ellos a cambio de una ubicación favorable en sus listas.
Si bien la ley de partidos intenta instituir procesos democráticos internos para la dirigencia y los candidatos, la ley también permite: que se elija directamente a los dirigentes y candidatos en primera vuelta, también que nominen candidatos indirectamente a través de un comité que debe ser elegido por la membresía. Además, los dirigentes pueden elegir 24 de 120 candidatos —una quinta parte— para candidatos al Congreso, y la misma proporción de candidatos a los consejos regionales y municipales sin acudir a ningún procedimiento democrático. No se especifica tampoco ninguna restricción en cuanto a la ubicación designados en la lista de partidos: la ley no garantiza en sí misma que surjan partidos más democráticos y representativos.
La constitución de 1993 abrió vías de participación ciudadana, entre las que figuran la reforma constitucional, la introducción de leyes en los ámbitos regional y local, y la realización de referendos. Además, se introdujeron mecanismos para la revocatoria o remoción de funcionarios tanto elegidos como designados. Si bien es cierto que los instrumentos relacionados con la formulación de las leyes se han empleado poco, los que tienen que ver con el control ciudadano se han utilizado con frecuencia. Se han llevado a cabo revocatorias en 200 localidades, especialmente en distritos pequeño y en provincias poco pobladas, mientras que han sido limitada en jurisdicciones con mayor población, dado que la ley exige el 25 % de los votantes inscritos.

#### Capacidad de participación de la ciudadanía en función de sus niveles de educación
El bajo porcentaje de estudios secundarios y la deficiente calidad de la enseñanza han contribuido a la naturaleza elitista de la representación política y al hecho de que se carezca de una buena información sobre política. Esto se ve agravado por la naturaleza no pragmática de las colectividades y el carácter fragmentario del sistema de partidos. Así, los ciudadanos no se encuentran bien informados sobre las preferencias de los candidatos en cuanto a políticas públicas, el papel de partidos y funcionarios en la toma de decisiones relativas a esas políticas, y la influencia sociales y económicas de tales decisiones. Esto limita la efectividad de los procesos y mecanismos, por los cuales los electores pueden manifestar sus preferencias en materia de políticas públicas, pedir cuentas a su partido y a los funcionarios elegidos por su desempeño y la capacidad de atender las preferencias ciudadanas.
Existe un énfasis sensacionalista de los medios de comunicación, así como las deficiencias en el ejercicio de un escrutinio público bien informado sobre decisiones de política pública y sobre la conducta de la administración. Con la privatización de los servicios públicos en los años 1990, el Estado peruano dejó de ser intervencionista y solo se limitó a supervisar por medio de organismos reguladores, entre ellos, a los medios. Es por lo cual que las brechas en materia de ingresos y logros educativos entre sectores urbanos y rurales también contribuyen a las desigualdades de representación política, lo que a su vez puede acentuar la falta de equidad en el suministro de servicios públicos.
Según IEP en 2022, el 12 % de la población al menos participó en una manifestación política, en que el 19 % de la zona centro del país encuestada se involucraron en manifestaciones.

#### Participación juvenil
En los años 1960, la juventud tendía a tener preferencias políticas, varias de ellas vinculadas con posiciones antiimperialistas. Además, existían partidos políticos juveniles con un enfoque progresista, como el Frente Nacional de Juventudes Democráticas.
Posteriormente, otras generaciones de jóvenes, pertenecientes a la Integración Estudiantil, participaron en eventos importantes a finales de los años 1990. Para los años 2000 se instauró la Ley del Consejo Nacional de la Juventud para fomentar a los jóvenes en la participación ciudadana, cuya comisión duró poco tiempo. Esta última se reestructuró en la Secretaría Nacional de la Juventud, que dejó de ser un ente de rango ministerial para pasar a depender del Ministerio de Educación y a contar con su política nacional de enfoque multisectorial.
Los universitarios de la generación X, quienes solían relacionar la corrupción con la política, percibieron una imagen negativa hacia la situación de los partidos. No obstante, con el paso de los años, fueron los milénicos que recurrieron a la participación digital sin la necesidad de ser funcionarios públicos. Ellos solían entrar en manifestaciones contra la corrupción, como fue el caso de La Repartija en 2015. En ese evento, los jóvenes protestaron por la designación irregular de los miembros del Banco Central de Reserva, la Defensoría del Pueblo y a los magistrados del Tribunal Constitucional. Para esa década, los jóvenes solían tener participación con el antifujimorismo.
En 2024, una encuesta del Centro de Investigación en Opinión Pública de la Universidad de Piura reveló que el 30 % de los estudiantes universitarios se considera de derecha o centro derecha, mientras que el 10 % se considera de izquierda y el 60 % no tiene preferencia política. A pesar del desinterés de un gran sector de los jóvenes, el periodista César Hildebrandt señaló que una nueva generación de ellos fue importante en la elección de Francisco Sagasti, quien fue presidente del Perú tras la salida de Manuel Merino en 2020.

#### Número y fuerza de las organizaciones de la sociedad civil
Perú cuenta con uno de los niveles más elevados de actividad asociativa de carácter voluntaria de la región: en 1995, existían 110 000 organizaciones sin fines de lucro legalmente construidas, de las cuales 65 000 eran organizaciones de base.
Por el lado social, en las últimas décadas del siglo XX ha surgido una tendencia a abrir canales de participación en la toma de decisiones sobre políticas públicas, planificación y vigilancia ciudadana. Algunos de estos espacios se han institucionalizado como el Acuerdo Nacional, los Comités de Vaso de Leche, las rondas campesinas, FONCODES (Fondo de Cooperación para el Desarrollo Social), CLAS (Comités Locales de Administración Compartida de Salud), MCLCP (Mesa de Concertación de Lucha Contra la Pobreza). En los ámbitos regional y local, existen espacios como los Consejos Consultivos Regionales, los Consejos Consultivos Locales, los Consejos de Coordinación Regional.
Las organizaciones de la sociedad civil que se dedican al cabildeo en torno a las políticas públicas o a vigilar el desempeño de las instituciones gubernamentales carecen de una estructura sólida, se encuentran fragmentadas y no están fuertemente conectadas con la ciudadanía: su capacidad para articular y defender de manera efectiva los intereses sociales más amplios es limitada. La debilidad del sistema de partidos en lo que se refiere a organizar y a representar a amplios sectores sociales contribuye a acentuar la incapacidad de la sociedad civil para articular y defender efectivamente sus aspiraciones. La escasa confianza en las instituciones democráticas acentúa los altos niveles de apatía y la falta de interés por participar en política, lo que limita la rendición de cuentas de las instituciones públicas para con la ciudadanía.
La fuerza de las organizaciones sindicales ha decaído considerablemente, dado a un período prolongado de recesión económica durante los ochenta y comienzos de los noventa, de las reformas de ajuste estructural de los años noventa, y el colapso de los partidos políticos de izquierda ligados a las organizaciones de trabajadores. Además, una parte significativa de la fuerza laboral se ha desplazado hacia el sector informal. La membresía en los sindicatos se encuentra cerca del 7 % en el año 2000.
Los intereses empresariales se discuten en CADE Ejecutivos, un evento anual iniciado en los años 1960, donde participan líderes del sistema político. Ellos son representados por la Sociedad Nacional de Industrias y CONFIEP (Confederación Nacional de Instituciones Empresariales Privadas), sus gremios: SNMPE (Sociedad Nacional de Minería, Petróleo y Energía), la Sociedad Nacional de Industrias, la Sociedad Nacional de Pesquerías, las asociaciones de exportadores (ADEX y COMEX), así como la banca, la industria aseguradora, la farmacéutica, la pequeña y mediana empresa, las agremiaciones agrícolas y los sectores de radio y televisión. Estos gremios han conservado una influencia crucial. Por ejemplo, la CONFIEP apoyó el programa de estabilización económica de 1990 a 1992 y la primera generación de reformas orientadas a la apertura económica. Sin embargo, tal asociación denunció en 2016 que la presencia del Fujimorismo, que representó al poder político de los años 1990, aún intervenga en la concentración legislativa del país aunque sin el apoyo del sector empresarial.

## Libertades de la ciudadanía

### Sistema de elección

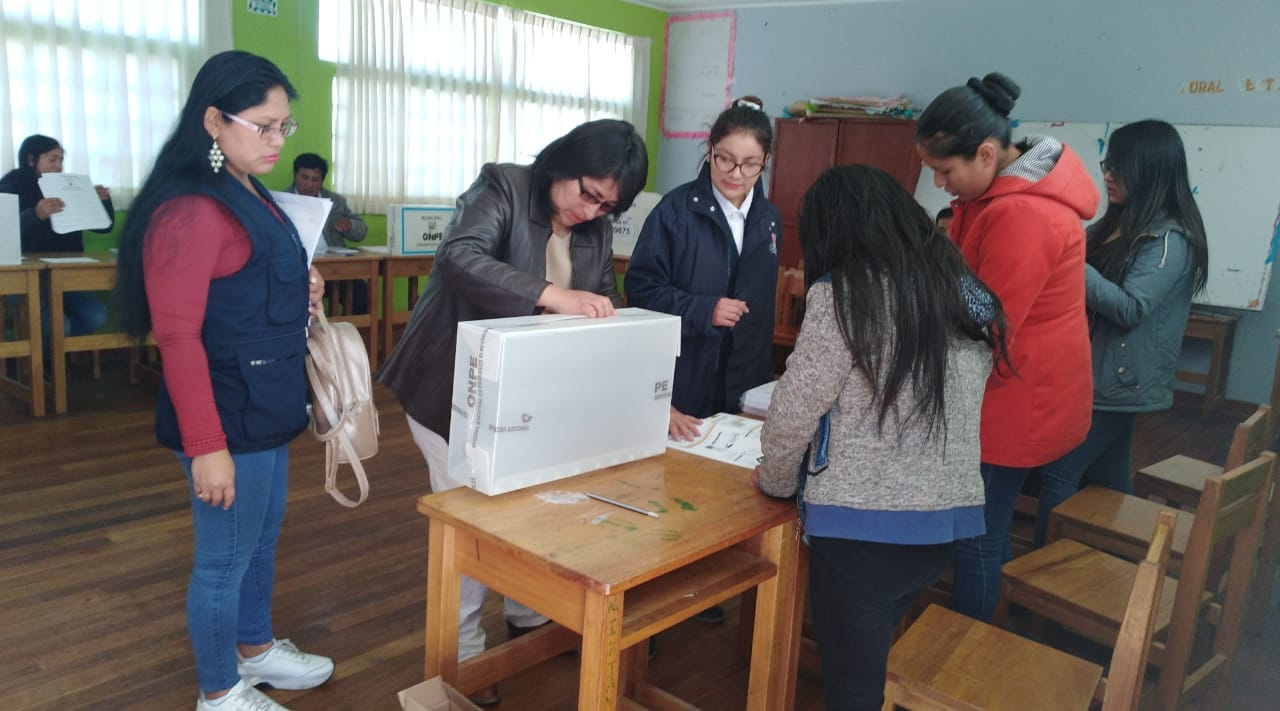
Proceso electoral en Ayacucho.

De acuerdo con la Constitución Política del Perú de 1993, las elecciones presidenciales y congresales bajo democracia representativa se realizan cada 5 años.

#### Regularidad, imparcialidad y credibilidad de los procedimientos electorales libres
Las elecciones del 2001 fueron consideradas libres e imparciales por los equipos de observadores internacionales y domésticos; el gobierno de turno permitió a las autoridades electorales cumplir sus funciones sin interferencias, y un porcentaje mayoritario de los funcionarios fue reemplazado. En marzo del 2001, un 78 % aprobaba el trabajo de ONPE y de JNE. Existe confianza en la imparcialidad de las elecciones.
Lo que limita el funcionamiento eficiente es la deficiencia de coordinación institucional entre JNE y ONPE —sus límites no se encuentran claramente definidos por ley, como el caso de la educación electoral en 2008—, además de que sus presupuestos no concuerdan con sus atribuciones. Esto conduce a que compitan entre sí y crean deficiencias, que se podrían resolver con una gestión y coordinación más efectivas.

### Libertad de prensa
La libertad de prensa se encuentra ampliada desde el 2 000. El gobierno respeta la libertad de prensa por el Estado de derecho, y los medios de comunicación reflejan un amplio espectro de opiniones, desde apoyo hasta la oposición de la administración de turno. Perú ocupó el puesto 75 (2004) en un total de 192 países, colocándose por encima del promedio de los países de América Latina, pero por debajo de las economías desarrolladas.
El respeto por los estándares periodísticos profesionales es deficiente desde el siglo XX. En la prensa peruana existe una tendencia hacia el sensacionalismo y a concentrarse en escándalos y actos criminales. Después del período de Alberto Fujimori, muchos medios de comunicación trataron de demostrar su independencia del gobierno vehementemente, lo cual hizo que se prestara poca atención a los méritos de la administración del expresidente Alejandro Toledo. Para el caso cuenta con programas dominicales, así como de periodismo, entre los que destacan son Cuarto poder, Panorama, Beto a saber, La ventana indiscreta entre otros.
Para los primeros años del siglo XXI, algunos medios son criticados por su dependencia de ciertos grupos económicos y por sus sesgos en la cobertura noticiosa. Los medios cumplen un papel predominante en la definición de la agenda pública. La calumnia se considera delito, y a aquellos periodistas que investigan casos de corrupción se les amenaza con demandas judiciales. En 2003, se había registrado una disminución de casos concretos de intimidación y violencia contra periodistas, aunque seguía siendo un problema en las provincias. Según el ANP (Asociación Nacional de Periodistas), hubo 42 casos de persecución a periodistas frente a 78 en 2 002. En su mayoría se trató de amenazas de violencia o de emprender acciones judiciales, o acusaciones de calumnia por parte de políticos locales, autoridades policiales o militares, o empresarios. La corrupción en los medios sigue estando presente hasta hoy en día, aunque ahora se presenta en una menor medida que antes.

### Libertad de expresión y asociación
Perú fue clasificado como país «libre» (Freedom House 2004), por encima del promedio de América Latina, lo que sugiere que los derechos de expresión y asociación estaban garantizados. El derecho a asociarse de manera pacífica ha sido respetado. A veces, se ha usado una fuerza excesiva para dispersar a los manifestantes.

## Representación de las autoridades

### El poder efectivo de las autoridades elegidas
Antes del gobierno de Fujimori, en los años 1970, se marcó una tendencia al populismo debido al deseo de un país más estable, específicamente de los marginados por otros mandatarios. A llegar Fujimori en 1990, a pesar de su origen oriental, el poder efectivo de las autoridades se vio comprometido por la concentración del poder en la presidencia, el Servicio de Inteligencia Nacional y a los militares. Se añade también la mala implementación de las reformas liberales para cumplir el deseo de país estable, basadas en propuestas populistas, y la extensa red de corrupción realizada por los funcionarios del Ejecutivo que involucró congresistas, jueces y dueños de medios de comunicación, entre otros. Después de la caída del régimen de Fujimori, y del reemplazo de una buena parte de la cúpula militar y la elección del nuevo presidente y congreso en 2001, los funcionarios elegidos recuperaron su plena autoridad en todo el territorio nacional y en la mayor parte de los dominios de la política.
El Índice de Estados Frágiles notó que el país entró en la categoría «En peligro» (2005-2022). Uno de los motivos es la dificultad de la regionalización de áreas más alejadas de la capital, tanto para los gobiernos regionales y sus municipalidades, para abordar problemas internos, así como la falta de control contra actos de corrupción y la presencia del comercio ilegal como el narcotráfico. De hecho, en 2009 se evidenció la presencia de narcoterrorismo en el VRAEM. En 2022 el Tribunal Constitucional declaró fundada una demanda de más de siete mil personas, que cuestionaba «diversas normas que restringen los derechos de participación política y de servicio en el Estado a los condenados por delitos de terrorismo y financiamiento del terrorismo, aun después de que hayan cumplido su condena».
Según el especialista en asuntos internacionales, Farid Kahhat, el país estuvo desde 2006 hasta 2021 en una «democracia deficiente», calificación dada en el Índice de democracia. Esta calificación se sustenta en el alto puntaje obtenido en los procesos electorales y el pluralismo político.
En 2009 se dio inicio a la Política Nacional de Pueblos Indígenas y Originarios que tendría importancia en el desarrollo de gestión autónoma en comunidades nativas.

### Sistemas electorales y de partidos que faciliten exigir cuentas a sus elegidos
Los ciudadanos no pueden lograr una rendición de cuentas efectivas de las autoridades elegidas. Las elecciones no desempeñan de manera efectiva que los ciudadanos seleccionen a candidatos y a partidos, y que llamen a cuentas sobre políticas públicas; además, los costos para supervisar la conducta de cada legislador son excesiva. Una de las causas es la debilidad de los partidos políticos y la fragmentación partidaria. Los partidos políticos han sido relativamente débiles en la historia peruana: la adopción tardía del sufragio universal y la dominación de la oligarquía sobre los partidos hizo que el surgimiento del sistema de partidos democrático solo ocurriera en la transición de la democracia —los ochenta—.
Los partidos políticos en los ochenta contaban con numerosos seguidores, además de una presencia organizacional. Sin embargo, la dirigencia era altamente personalizada, poca democracia interna, visiones y prácticas excluyentes y antagónicas, y un enfoque patrimonialista en la conformación y el mantenimiento de las bases de apoyo social. Los partidos políticos vieron desaparecer su respaldo político, por los fracasos de gobernabilidad de los gobiernos de Belaúnde y García (la década perdida), la crisis económica, la hiperinflación, el conflicto con Sendero Luminoso, y las políticas antidemocráticas de Fujimori (debido al autogolpe y la imposición del neoliberalismo).
En ese entonces, en algunas localidades, los partidos fueron sustituidos por organizaciones electorales más personalistas y de presencia limitada (citados como movimientos regionales). Estas entidades se ampararon inicialmente en la Constitución de 1993. Sin embargo, en 2024, el Congreso Nacional derogó su reconocimiento legal. En ese momento, existieron 84 organizaciones de este tipo, que en dicho año representaban el 62 % de las regiones fuera de Lima Metropolitana, donde la presencia partidaria es habitualmente limitada.
El índice de volatilidad electoral de 1980 a 2000 fue del 51.8 %, considerado el más alto de América Latina. Para de 2002 y 2014 alcanzó el 64 % en las elecciones regionales. Asimismo, es uno de los países con poca institucionalidad representativa con la constitución de 1993. El sistema de partidos se encuentra muy fragmentado y el apoyo partidista es efímero (incluso en gobiernos de los años 2000). Los partidos no son lo suficientemente ideológicos ni lo suficientemente organizados para presentar visiones nacionales de política y asegurar que aquellos elegidos por el partido lo sigan. Es posible que, por eso, y por la incapacidad de hacer políticas creíbles, y la existencia de una ciudadanía poco informada, los electorales elijan a los ciudadanos de acuerdo con los atractivos de la personalidad del personaje de turno o en promesas de producir beneficios particularistas como obras públicas. De hecho, según el exministro Abel Salinas, tanto los alcaldes como gobernadores regionales deben coordinarse con anticipación antes de poner en marcha una obra de mayor relevancia como un hospital.
Los actores tienen pocos incentivos para buscar reformas de interés general, pues los costos y los obstáculos son grandes en comparación con los potenciales beneficios. Se percibe que es mejor los costos concentrados y de corto plazo, que los costos de las reformas de largo plazo inciertos y difusos. La falta de un entorno institucional fuerte acorta el horizonte temporal de los actores políticos, impide la posibilidad de lograr acuerdos entre la legislatura, y reduce la posibilidad de que los partidos o actores políticos sean recompensados por la implementación de políticas de interés general. La fragmentación impide la rendición de cuentas, pues es difícil reconocer el mérito o culpar a los partidos por ciertos resultados de política. Hay una inadecuada organización del debate parlamentario; además de eso, los políticos son bastante personalistas, y buscan resultados más tangibles como son la fama, el patronazgo y otros beneficios para intereses especiales y propios. El voto preferencial hace que los legisladores atiendan demandas más locales que nacionales, haciendo promesas sobra la creación de obras públicas, pese a que el Congreso no tiene iniciativa de gasto.
La incapacidad de que los partidos puedan imponer disciplina ha sido acentuada por el sistema del voto preferente. Este sistema hace que las elecciones se conviertan en una batalla de personalidades en la misma lista de partidos como entre las distintas colectividades. Esto refuerza la naturaleza personalista de la justa electoral, agudiza las divisiones intrapartidistas, y disminuye la influencia de los dirigentes en el Legislativo. La popularidad de los partidos tiende a asociarse a un solo dirigente, lo que hace que los ciudadanos tengan pocos vínculos o intereses creados en las decisiones políticos; la credibilidad de los partidos tiende a asociarse del desempeño del gobierno de turno, lo cual no ha favorecido a los partidos en los últimos tiempos. Una muestra de ello es el recurso de vientre de alquiler, que Avanza País usó para Hernando de Soto en las elecciones de 2021.
La representación proporcional y la segunda vuelta mayoritaria tienden a fomentar la fragmentación de los partidos. En 2001, se redujo la proporcionalidad, aumentando el número de congresistas de 80 a 120. El gran tamaño del distrito de Lima sigue fomentando la fragmentación de los partidos y a una débil conexión entre los electores y sus representantes, aunados a los pocos requisitos para obtener y mantener la personería jurídica.
El poco prestigio de las colectividades políticas y del Congreso conduce a un círculo vicioso en que los ciudadanos no participen en los partidos o en la supervisión del Congreso, lo que provoca que se exija un menor financiamiento del Congreso, en vez de inversiones para mejorar su capacidad.

### Sistema de financiación política que límite el tráfico de influencias y la distorsión en la equidad de representación
Con la adopción del modelo neoliberal en la constitución de 1993, la financiación de los partidos ha sido generalmente privada, carecía de límites, no estaba regulada, y ha sido a espaldas de la opinión pública. Las contribuciones han sido de grandes donaciones dadas por financiadores adinerados o grandes corporaciones (véase caso Odebrecht). Esas donaciones por lo general, se daban, en especie (automóviles, tiempo en los medios de comunicación, espacios publicitarios) pero el político o el partido tenía obligaciones hacia ellos. Hasta el 2017 no existió un sistema para fortalecer los partidos por fondos públicos ofrecidos por la ONPE.
Esto ha contribuido a la corrupción (contribuciones financieras a cambio de tratamiento privilegiado en la contratación oficial o en el cumplimiento de las normas) y al favoritismo en las decisiones relacionadas con políticas públicas, pero no ha provocado grandes escándalos sobre fondos provenientes del narcotráfico u organizaciones criminales. Pese a ello, se negó la posibilidad de establecerse como narcoestado, a pesar del predominio del comercio ilegal de la coca surgida por la frustración de los agricultores en los años 1980, y el supuesto financiamiento de partidos políticos por organizaciones en 2006.

### Proporcionalidad entre los votos adquiridos y los escaños legislativos
Los sistemas electores del Perú han favorecido que los partidos minoritarios tengan representación, cosa que ha contribuido más a la prominencia de los pequeños movimientos personalistas. Existe una gran relación entre la proporción de votos y escaños obtenidos. Sin embargo, la ley actual de partidos (como el umbral electoral requerido para conservar el Registro de Organizaciones Políticas) tiende a no permitir la entrada y supervivencia de los partidos minoritarios.

### Equidad de representación geográfica
Perú cuenta con su propia organización territorial, en que la entidad administrativa se le conoce como «departamento».
Dado que antes existía el sistema de distrito nacional, desde la Constitución de 1979, existió la costumbre de concentrar los esfuerzos en las regiones más pobladas, pues en estas zonas la inversión de recursos políticos, el patronazgo y los recursos de campaña rendirán mayores retornos en votos. Con la unificación del Congreso, este sistema difiere de otros países latinoamericanos que suelen tener carácter multirepresentativo. Sin embargo, el sistema actual no es excesivamente desigual en términos de representación geográfica, gracias a los planes de regionalización, además de que las regiones aledañas desmitificaron la preferencia de candidatos populares en Lima como ocurrió en las elecciones de 2021.

### Equidad en la representación de género y grupos étnicos
Las mujeres han logrado avances a estar representadas y tener presencias en las listas del congreso. El porcentaje de mujeres en el Congreso está por encima de la media. La actual Ley de Partidos Políticos exige que haya de un 25 a 30 % de mujeres a las posiciones de dirigencia política dentro de los partidos. Las minorías indígenas están subrepresentadas, mucho más que en Ecuador y Bolivia para mediados de los 2010; en las últimas cuatro elecciones (2006-2018) solo el 6 % de regidores provinciales y consejeros regionales elegidos fueron indígenas, por debajo del 15 % exigido en 2002. La representación efectiva de los grupos particulares, como las mujeres, los indígenas o los grupos religiosos, son socavados por los valores culturales predominantes, las barreras del lenguaje, la discriminación social y los obstáculos a la participación.
En 2024, se propuso llevar a cabo la representación indígena, afroperuana y discapacitada en un próximo periodo legislativo.

## Capacidad para agregar las preferencias ciudadanas y buscar consensos

### Efectividad del Congreso como foro para la formulación de políticas nacionales
Hay debilidades para diseñar políticas de largo plazo, una incapacidad para poner límites a las decisiones arbitrarias del Ejecutivo, y la existencia de la naturaleza volátil e impredecible de las políticas. De hecho, entre 2017 y 2022, Convocó verificó 42 promesas en los mensajes a la Nación de Fiestas Patrias, las cuales solo se cumplieron ocho.
Existe una falta de competencia de los legisladores —aunque existe unos pocos legisladores capaces y experimentados—, deficiencias en la organización y procedimientos de la legislatura, una inadecuada capacidad técnica y de investigación —que genera una incapacidad para analizar la factibilidad, costes e impactos económicos y sociales de las leyes—, poca transparencia —a pesar de contar con una ley de los años 2000, que exige entregar documentos sobre las entidades públicas— y apertura a la sociedad civil.
La naturaleza personalista de las comisiones legislativa, por lo general no tienen un respaldo de los partidos, impiden un funcionamiento eficiente del Congreso y debilitan la capacidad de los partidos para actuar como bancada, como el caso del gobierno de Alberto Fujimori y similares. No existe canales de comunicación entre los grupos de la sociedad civil y las comisiones. En su lugar, y debido a los intereses de poder que buscan los partidos en el siglo XXI, puede denominarse como sistema partidocrático. La información que se da a la sociedad civil acusa deficiencias, y el contenido de las leyes no se difunde hasta que esta sea aprobada. Pese a que existe un registro electrónico y en línea de las votaciones, su alcance en la ciudadanía es limitado.

### El centro político
En la etapa neoliberal del gobierno, las preferencias de la izquierda y la derecha prevalecieron considerablemente en eventos electorales (como en 2011 y 2016), donde el centro político es casi ausente. En 2003, al menos tres de cada diez limeños se expresaban estar en el centro.
El empresario Pablo de la Flor indujo que en ese espectro aparece «casi huérfano de voceros y partidos que articulen sus mensajes con la contundencia y vehemencia requerida». La politóloga Marylia Cruz dijo para el diario La República que para el 2023 la polarización política limitó el surgimiento de ese centro. En ese año, el mismo diario señaló que dos años después de lo ocurrido en 2021, entrevistados por el IEP prefirieron elegir por corrientes de centroizquierda y centroderecha.

## Rendición de cuentas

### Control político al ejercicio de autoridad entre las diferentes ramas y agencias del gobierno
La constitución del Perú le da poderes al Legislativo para que controle las acciones y conducta del Poder Ejecutivo. También tiene otras funciones inherentes al sistema parlamentario, como la capacidad de emitir censura a los ministros del gabinete y la de dar el voto de confianza. Además, tiene derecho a interpelar ministros, a solicitar datos e informes a los ministerios y otras agencias gubernamentales, a crear comisiones de investigación, a ejercer control sobre el presupuesto, a revisar y aceptar o rechazar acciones legislativas del Ejecutivo, a realizar antejuicios y juicios políticos y acusaciones constitucionales. En 2023 se propuso tomar a entidades subaministrativas, como los gobiernos regionales.
A pesar de conseguir con su agresividad en detener el avance de los proyectos con el paso del tiempo, el Legislativo no siempre ha sido muy eficiente en la vigilancia y control del Ejecutivo. Las razones son que las constituciones han dotado al Ejecutivo de amplios poderes, la existencia de mayorías partidistas en el Congreso favorables al Ejecutivo, y a incentivos que limitan las capacidades de control de Legislativo. Últimamente, el Legislativo viene desarrollando sus poderes de control, aunque sin tomar medidas responsables por conflictos de intereses con los representantes como la vacancia presidencial.
La naturaleza personalista de los políticos tiende a buscar beneficios concretos. Ya que los congresistas no tienen poder de iniciativa de gasto, estos dependen del Ejecutivo. El Poder Judicial, al no conseguir autonomía suficiente por la influencia de los gobiernos militares, no desempeña efectivamente la capacidad de garantizar la constitucionalidad de las leyes y los abusos del poder Ejecutivo.

### Semana representativa
Por medio del artículo 23 del Reglamento del Congreso, los parlamentarios (ya sea en grupo o por su cuenta) están obligados a reunirse con los habitantes del departamento que representan al menos cinco días al mes durante todos los años.  Esta obligación fue formulada por Juvenal Ordóñez Salazar en 2009. Aunque parcialmente regulado, en 2017 se laxó el control económico al realizar los viajes hacia el lugar donde representan, que es supervisado por el ente.
La semana de representación es importante para identificar el compromiso presencial del representante del departamento hacia sus electores. El propósito es atender los reclamos debidamente sustentados y documentados de la población, fiscalizar a las autoridades de la zona y mediar entre los ciudadanos y las autoridades, incluidos los colectivos. Sin embargo, se criticó la falta de cumplimiento de algunos congresistas para favorecerse en viajes turísticos, ya que reciben un bono económico de 2 800 soles, lo que recibió el apodo irónico de «semana de relajación». Por el otro lado, el excongresista Mauricio Mulder advirtió que estas prácticas «tratan de comprar la lealtad de algún ciudadano a cambio de recibir un regalo».

## Órdenes
- Orden El Sol del Perú, distinción para personas que aportaron entre varios sectores, el político.